# NGC 4603C
NGC 4603C (другие обозначения — ESO 322-49, MCG -7-26-25, DCL 117, PGC 42486) — линзообразная галактика (S0) в созвездии Центавр.
Этот объект не входит в число перечисленных в оригинальной редакции «Нового общего каталога» и был добавлен позднее.